# 陽明飛飛
陽明飛飛（英語：Fay Fay）是一匹在香港受訓的純種賽駒，主要勝出賽事包括香港打吡大賽。

## 競賽生涯

### 2009-10年馬季
以新馬身份作戰，其中第三戰千四米大勝對手超過四個馬位，嶄露頭角。

### 2010-11年馬季
受傷患困擾久休一年全季只作一賽，在此不利條件下，插三班仍能跑入亞席，足見質素。

### 2011-12年馬季
陽明飛飛巔峰的一個馬季。開季接連取得四連捷，以評分110分挑戰四歲大賽被受矚目。但在經典一哩賽意外以頸位敗於甜橙，經典盃亦只能取得第四，在長力成疑下，正本戲香港打吡大賽失去大熱身份，卻在開賽最後一刻賠率下跌至4.7賠。最後受惠於比賽的「世紀慢步速」，克服長力問題突圍成功攻下這項大賽。後出戰女皇盃放頭落敗只得十名。

### 2012-13年馬季
表現未見突破，自12月起連續七場分級賽跑近取得三至五名，但只能一再跑近。後安排角逐兩場2400米賽事，當然未能構成威脅。

### 2014年後
陽明飛飛再受傷患困擾，多個月後選擇在香港退役。其後運往紐西蘭在告達理兒子訓練下繼續賽馬生涯，更勝出二級賽Stella Artois Tauranga錦標。

## 外部連結
- 香港賽馬會 （页面存档备份，存于）
- 血統表 （页面存档备份，存于）